# Algiachroa
Algiachroa is een geslacht van vlinders van de familie van de Nymphalidae, uit de onderfamilie van de Heliconiinae. De wetenschappelijke naam en de beschrijving van dit geslacht zijn voor het eerst gepubliceerd in 1989 door Michael Parsons.
Dit geslacht is monotypisch, dat wil zeggen dat het maar één soort heeft namelijk Algiachroa woodfordi (Godman & Salvin, 1888) van de Solomonseilanden.